# كأس الجزائر 2005–06
كأس الجزائر 2005–06 هي النسخة الثانية والأربعون من كأس الجزائر في رياضة كرة القدم. فاز مولودية الجزائر بالكأس بعد تغلبه على غريمه اتحاد الجزائر 2–1 في النهائي بهدفين سجلهما نور الدين دهام. كان هذا الفوز لمولودية الجزائر هو الخامس في تاريخه والأول منذ 23 عامًا.
أشرف على تنظيم المسابقة الإتحاد الجزائري لكرة القدم، وكان عدد الأندية المشاركة فيه 52.